# Zaitunia zonsteini
Espèce
Zaitunia zonsteini est une espèce d'araignées aranéomorphes de la famille des Filistatidae.

## Distribution
Cette espèce est endémique du Kazakhstan. Elle se rencontre dans les oblys du Kazakhstan-Oriental et d'Almaty entre 900 et 1 200 m d'altitude.

## Description
Les femelles mesurent de 3,3 à 3,4 mm.
La femelle décrite par Zonstein et Marusik en 2016 mesure 4,70 mm.

## Étymologie
Cette espèce est nommée en l'honneur de Sergey L. Zonstein.

## Publication originale
- Fomichev & Marusik, 2013 : New data on spiders (Arachnida: Aranei) of east Kazakhstan. Arthropoda Selecta, vol. 22, no 1, p. 83-92 (texte intégral).